# Arnold von Horst

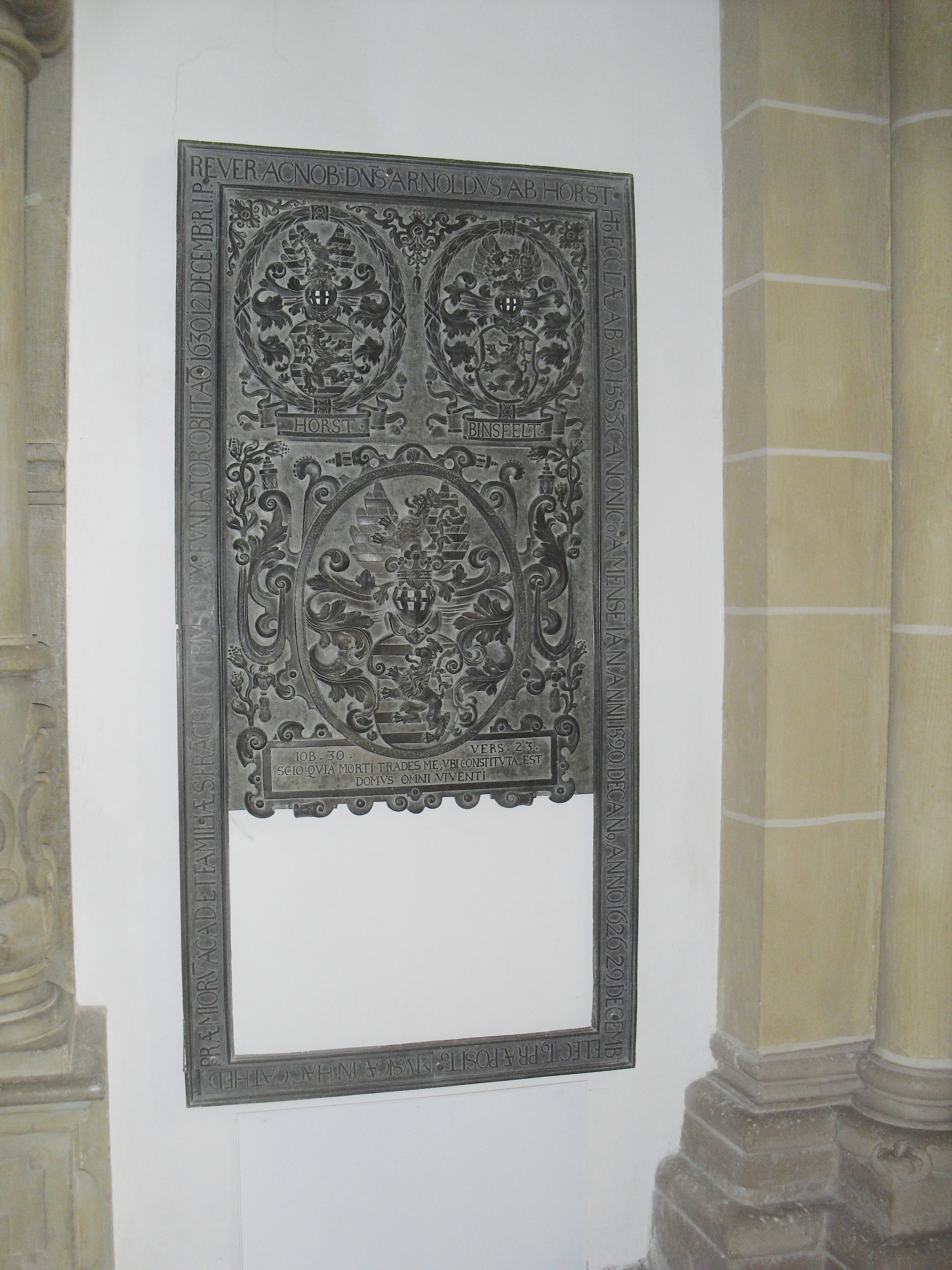
Grabplatte im Paderborner Dom

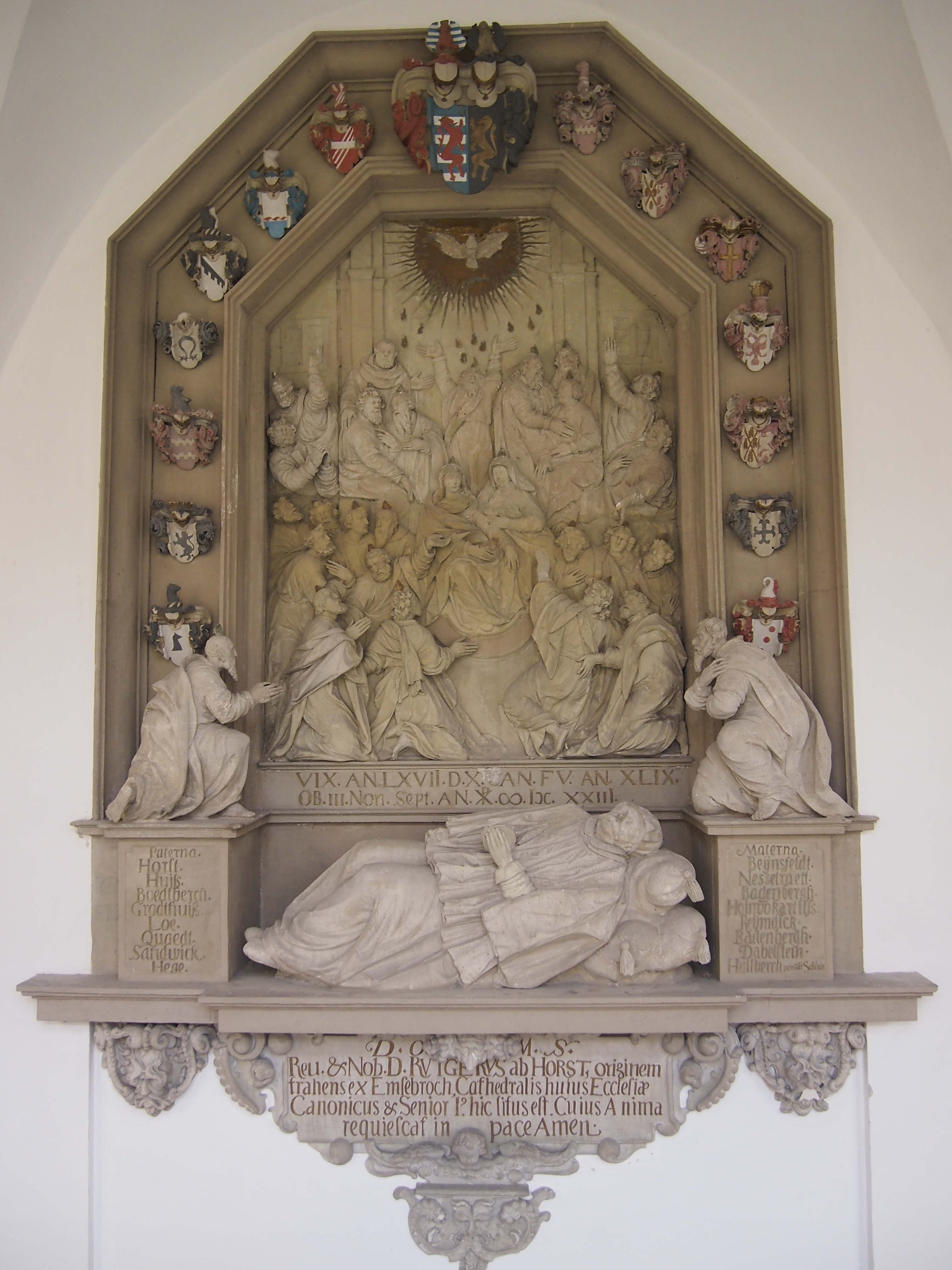
Epitaph seines Bruders Rotger mit den 16 Ahnenwappen

Arnold von Horst († 12. Dezember 1630) war seit 1583 Domherr zu Paderborn. Er war Sohn von Heinrich von der Horst zu Mydlinghoven († um 1586/87) und (⚭ 1552) Katharina von Binsfeld († um 1610), Tochter des Werner von Binsfeld, und Neffe des kurkölnischen Marschalls Rütger von der Horst.
Sein Bruder Rutger von Horst (* 1556; † 3. September 1623) hatte schon seit 1574 einen Sitz im Paderborner Domkapitel. Arnold bekleidete von Januar 1590 bis 1626 Amt des Domdechanten. Nach dem Tode des Dompropstes Walter von Brabeck 1626 wurde er am 29. Dezember 1626 bis zu seinem Tod dessen Nachfolger.

## Leben
Arnold studierte von 1580 bis 1583 am Collegium Germanicum et Hungaricum in Rom.
Er lag sowohl mit dem Fürstbischof Dietrich von Fürstenberg wie auch mit Walter von Brabeck jahrzehntelang im Streit. Zum Zerwürfnis mit von Brabeck kam es 1588 anlässlich der Wahl des Dompropstes. Der Vatikan verlangte vom Kapitel die Einsetzung Walters, während Bischof und Domherren einen Verwandten Dietrichs, Melchior von Plettenberg, für diesen Posten vorgesehen hatten. Der Paderborner Klerus fühlte sich in seinen Rechten beschränkt und erhob Klage gegen diese Entscheidung. Der Papst exkommunizierte aufgrund dieses Widerstandes 1589 das gesamte Domkapitel, das sich daraufhin zwar fügte und die Wahl bestätigte, aber am 24. November 1589, einen Tag vor der Amtserhebung, wurde eine wohl gerechtfertigte Anklage wegen Mordes gegen Walter vor dem bischöflichen Gericht erhoben. Diesen Vorwurf wiederholte Arnold noch 1608 in einem Schreiben an den Papst. Die Bannbulle wurde am 14. April 1590 wieder aufgehoben.
Nachdem Dietrich im Juli 1589 vergeblich auf die Entfernung der Konkubinen der Kleriker aus der Domfreiheit drängte, wurde das Verhältnis zu den Domherren belastet. Am 14. Juli 1590 verbündete sich das Domkapitel mit der Ritterschaft und den Städten des Paderborner Landes zum Erhalt ihrer Privilegien. Gegen den Willen des Dechanten wäre ein solches Bündnis, das sich gegen den Landesherren richtete, wohl kaum möglich gewesen. Spätestens ab diesem Zeitpunkt stand Arnold von Horst in Opposition zum Bischof. Man arbeitete zwar in den folgenden Jahren in Fragen der Gegenreformation zusammen, aber 1598 blockierte das Kapitel mehrere Monate jegliche Beschlüsse der Landstände. 1602 kaufte der protestantische Herzog von Lüneburg für den Fall des Ablebens Dietrichs die Stimmen einiger Domherren für je 600 Goldgulden. In einem Schreiben an den lutheranischen Landgrafen von Hessen wird hingegen diesem Arnold als Verbündeter zur Wahl eines hessischen Koadjutors in Aussicht gestellt.
Zur offenen Feindschaft zwischen Bischof und Dechant kam es 1603 im sogenannten Agendastreit. Dietrich hatte aufgrund der Verweigerung seiner neuen Messordnung ein Pfand für ein Bußgeld auf dem Gebiet zweier Adeligen in Form von Vieh eintreiben lassen. Diese Herren besaßen allerdings die Gerichtsbarkeit in ihren Ländereien und fühlten sich deshalb allein zu solchen Maßnahmen berechtigt. Das Domkapitel schloss sich dieser Rechtsauffassung an und schickte am Fronleichnamstag 50 Reiter, die besagte Tiere aus dem Schloss Steinheim sowie der Stadt Brakel zurückholten. Außerdem wurden noch 200 Hammel als Entschädigung für die Aufwendungen dieser Aktion aus der Burg Dringenberg requiriert. Nachdem Dieterich dagegen intervenierte, distanzierte sich ein großer Teil der Domherren von dieser Maßnahme. Arnold aber beugte sich nicht, und am 8. Oktober 1603 suspendierte ihn der Bischof von seinen Ämtern. Am 13. Juli 1604 bat der päpstliche Nuntius in einem Schreiben an Dietrich, er möge sich mit dem Dechanten aussöhnen. Dietrich schien dazu bereit, aber Arnold sträubte sich, und erst nach einer weiteren Aufforderung aus Rom 1607 kam es zu einem oberflächlichen Frieden.
Bei der von Papst und Kaiser geforderten Koadjutorwahl standen von Brabeck, von Horst und die Fürstenberger aber weiter als Gegner im Feld. Der Bischof machte seine Zustimmung zur Wahl abhängig von der Ernennung seines Neffen Johann Gottfried von Fürstenberg. Der Propst hatte 1602 die 600 Goldgulden entgegengenommen, und seine Fraktion wollte den Mindener Bischof aus dem Haus Lüneburg auf den Paderborner Stuhl. Der Dechant verhandelte mit mehreren Anwärtern, den Hessen, den Habsburgern und dem Erzbischof von Köln aus dem Haus Wittelsbach. Außerdem wurden ihm auch eigene Ambitionen auf das Fürstenamt nachgesagt. Diese Pattsituation zog sich bis zum Jahre 1611 hin.
Im Januar verglich sich ein wichtiger Verbündeter Arnolds, der Domsyndikus Johannes Möller, mit von Brabeck und verweigerte dem Dechanten ein Dokument, mit deren Hilfe dieser drei Domherren von der Wahl ausschließen wollte. Mit Gewalt wurden daraufhin besagte Urkunde aus der domkapitularischen Burg Lippspringe, in der Möller als Amtmann residierte, beschlagnahmt. Er selbst wurde seiner Ämter enthoben und seine Habe beschlagnahmt. Die Begründung für die Entlassung wurde im Dom verlesen und an die Rote Pforte geheftet. Möller verfasste daraufhin zwei Schriften, eine in Latein (Horstenspiegel) und eine weitere in Deutsch, in denen er ihm bekannte Verfehlungen sowie private Peinlichkeiten Arnolds publik machte. Obwohl der Syndikus lediglich mit dem Dechanten abrechnete, hatte er den gesamten Klerus gegen sich aufgebracht und wurde auf bischöflichen Befehl in der Burg Dringenberg festgesetzt. Er starb, nachdem er sich bei einem gescheiterten Fluchtversuch schwere Verletzungen zugezogen hatte. Arnold schrieb in einem Nachruf, wie „der stinkende Dreckvogel Johannes Möller in Desperation und Verzweiflung wie der Verräter Judas unglücklich gestorben sei“.
Dieser Skandal scheint die Fronten aufgeweicht zu haben, denn im Jahr 1612 wurde Ferdinand von Bayern, der Wunschkandidat von Papst und Kaiser, zum Koadjutor gewählt.

## Bautätigkeit
Nach 1605 errichtete er an der Pader eine neue Dechanei. Er gründete 1612 ein Kapuziner-Kloster (heute: Liborianum) und stiftete 1628/29 ein Kapuzinessen-Kloster (allein der Preis des Grundstücks betrug 3870 Thaler).
Außerdem stiftete er zahlreiche sakrale Kunstgegenstände, die bis heute den Dom prägen. U. a. die zwölf Apostel in Lebensgröße an den Langhauspfeilern, die Schranken des Taufsteins, die Säulen der Orgelempore, den sogenannten Kapuzineraltar sowie den Kreuzaltar.